# Фуртеи
Фуртеи (итал. Furtei) је насеље у Италији у округу Медио Кампидано, региону Сардинија.
Према процени из 2011. у насељу је живело 1590 становника. Насеље се налази на надморској висини од 114 м.

## Становништво
Према резултатима пописа становништва 2011. у општини је живело 1.674 становника.
| 1936. | 1951. | 1961. | 1971. | 1981. | 1991. | 2001. | 2011. |
| ----- | ----- | ----- | ----- | ----- | ----- | ----- | ----- |
| 1.422 | 1.728 | 1.846 | 1.788 | 1.830 | 1.793 | 1.723 | 1.674 |